# Miluo
Miluo is een stad in de provincie Hunan van China. Miluo ligt in de prefectuur Yueyang. Miluo heeft ruim 650.000 inwoners.